# Michelangelo Unterberger
 (février 2023).
Si vous disposez d'ouvrages ou d'articles de référence ou si vous connaissez des sites web de qualité traitant du thème abordé ici, merci de compléter l'article en donnant les références utiles à sa vérifiabilité et en les liant à la section « Notes et références ».
Pour les articles homonymes, voir Unterberger.
Michelangelo Unterberger, aussi Michael Angelo Unterberger ou Michelangelo Unterperger (né le 11 août 1695 à Cavalese, mort le 27 juin 1758 à Vienne) est un peintre autrichien, originaire de la province autonome de Bolzano, et de l'époque baroque.

## Biographie
Il est le frère de Franz Sebald Unterberger, et partit à Cavalese suivre l'enseignement de Giuseppe Alberti. Il complète ses connaissances par un voyage d'étude à Venise, où il copie des œuvres de préférence de l'artiste peintre Nicola Grassi. Il déménage ensuite à Bolzano, où il a reçoit les droits civiques en 1726 et y peint entre autres un Jugement de Salomon pour la mairie.
Dans les années 1730 Michelangelo Unterberger peint des autels pour les églises et les monastères à Passau et la vallée de l'Inn. Son travail pour l'l'abbaye Saint-Nicolas de Passau (de) a disparu.
En 1737, Unterberger s'installe à Vienne où il s'impose comme peintre d'autel et reçoit des commandes de la cour impériale.
De 1751 à 1754 et de 1757 à 1758, Unterberger est le recteur de l'Académie impériale de dessin, sculpture et d'architecture, la future Académie des beaux-arts de Vienne. Il est le premier recteur de cette académie, nommé par l'impératrice Marie-Thérèse.
À la fin de sa vie, il peint un retable pour la cathédrale Saint-Étienne de Vienne.
En 1899, dans le quartier de Brigittenau, une rue est baptisée à son nom.

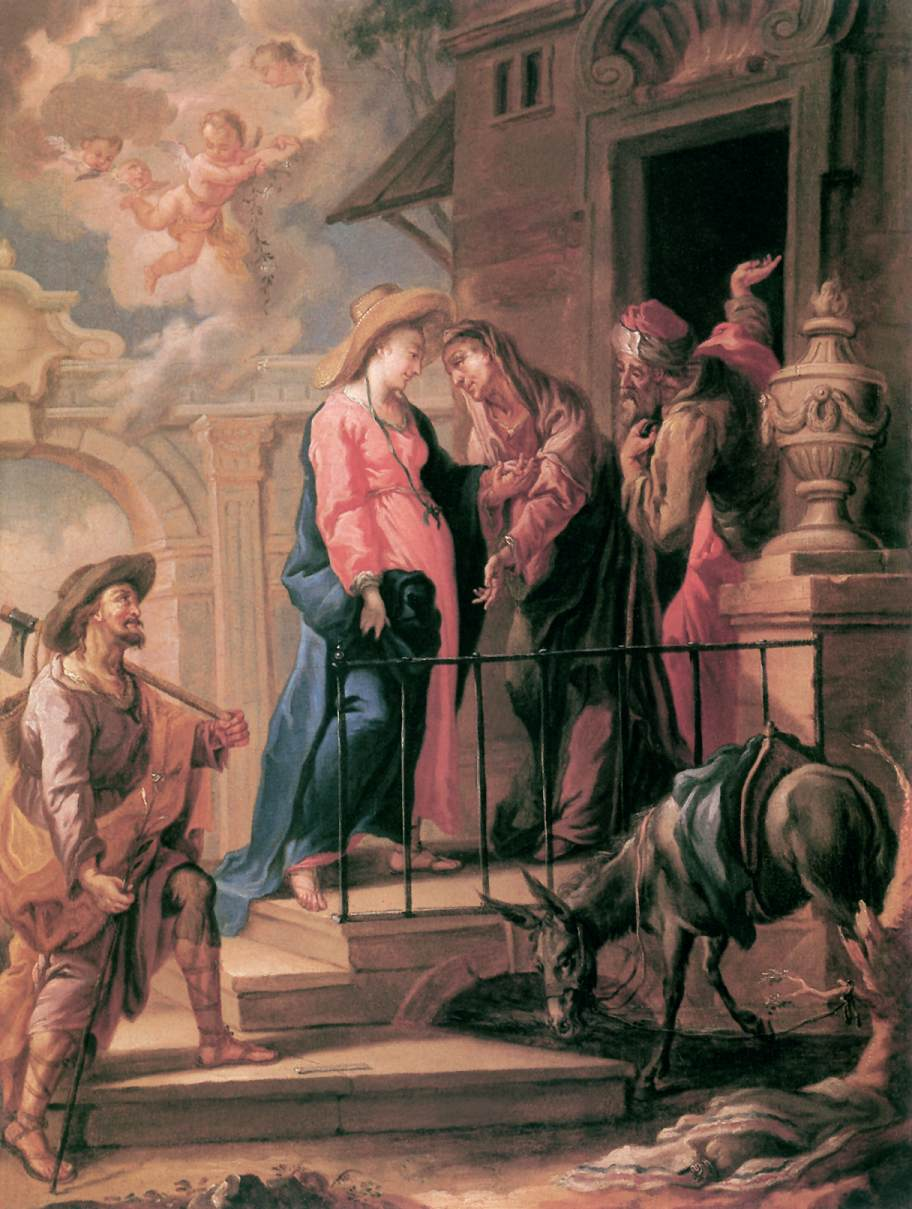
Visitation
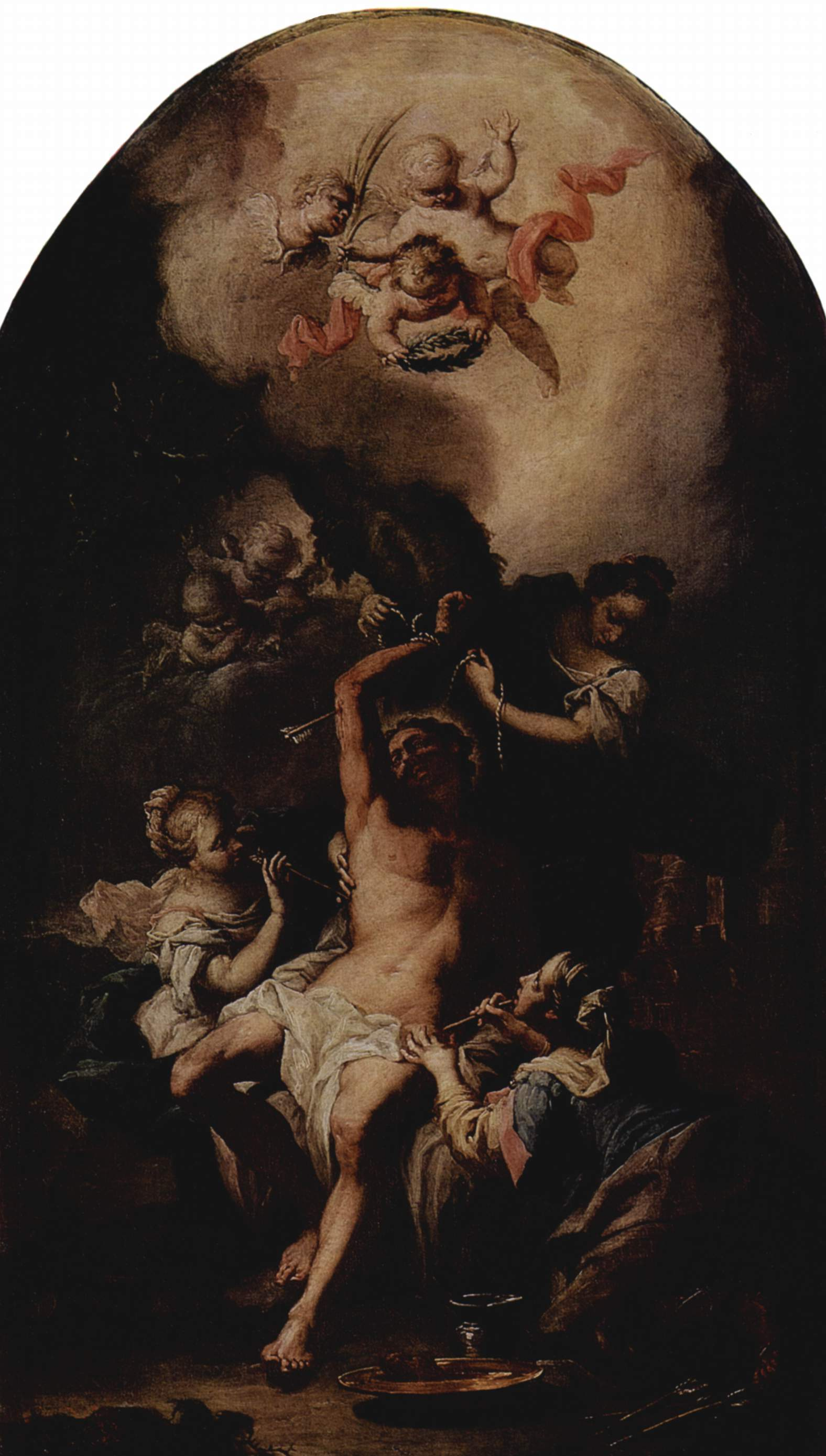
Martyre de Saint Sébastien, 1740-1757
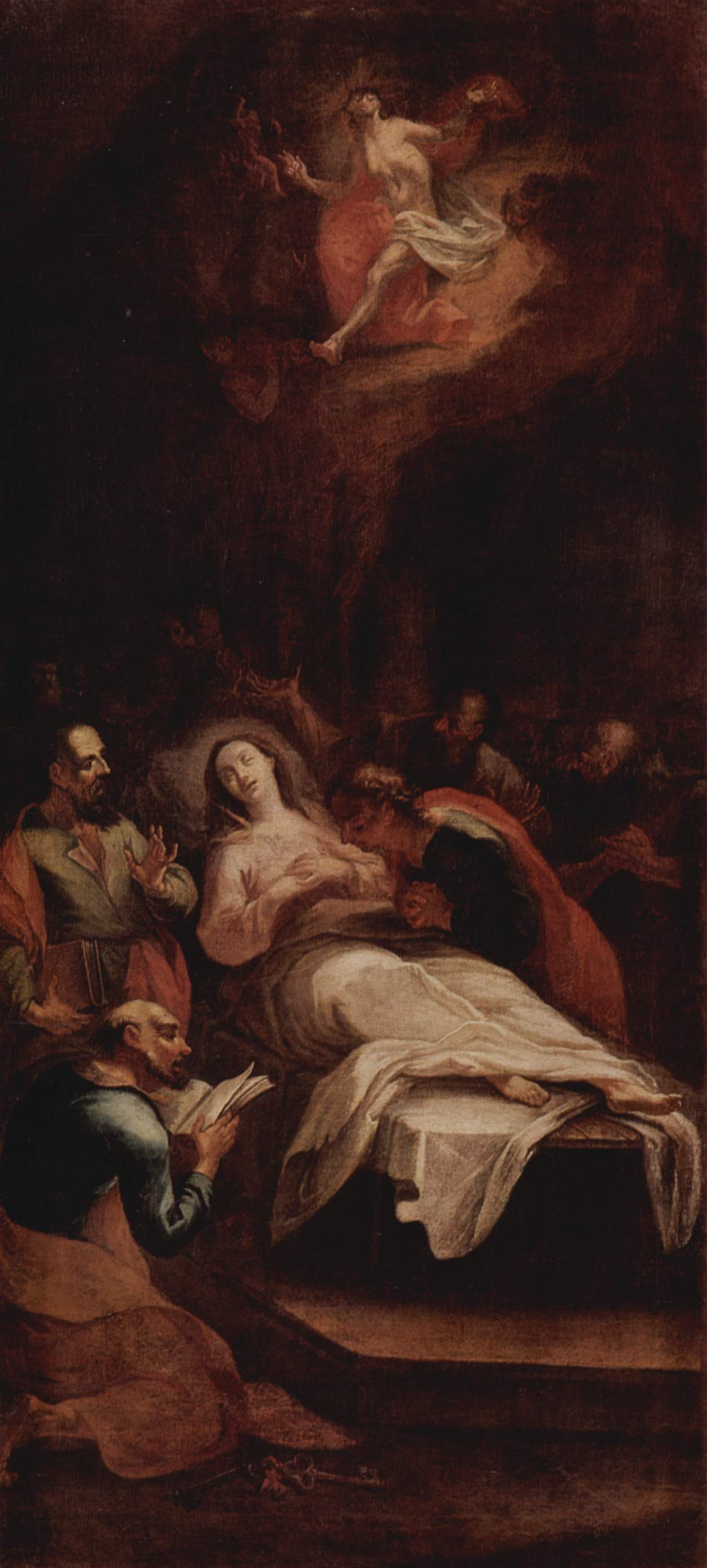
Mort de la Vierge Marie, 1740-1757